# Cas9
کَس۹ یا Cas9 (کوتاه شده CRISPR associated protein 9 که قبلاً Cas5، Csn1 یا Csx12 نامیده می‌شد) یک پروتئین ۱۶۰ کیلودالتونی است که نقش حیاتی در دفاع ایمنی برخی باکتری‌ها در برابر ویروس‌های DNA و پلاسمیدها ایفا می‌کند و به شدت در برنامه‌های مهندسی ژنتیک مورد استفاده قرار می‌گیرد. کارکرد اصلی آن برش دی‌ان‌ای و در نتیجه تغییر ژنوم سلول است. تکنیک ویرایش ژنوم CRISPR-Cas9 نقش مهمی در اهدای جایزه نوبل شیمی در سال ۲۰۲۰ به امانوئل شارپنتیه و جنیفر دودنا داشت.
از نظر فنی‌تر، Cas9 یک آنزیم اندونوکلئاز DNA هدایت‌شده با RNA دوگانه است که با سیستم ایمنی تطبیقی خوشه‌ای با تکرارهای کوتاه پالیندرومیک بین‌فاصله منظم (کریسپر) در استرپتوکوک پیوژنز مرتبط است. S. pyogenes از CRISPR برای به خاطر سپردن و از Cas9 برای بازجویی و جدا کردن DNA خارجی، مانند DNA باکتریوفاژ مهاجم یا DNA پلاسمید، استفاده می‌کند. Cas9 این بازجویی را با باز کردن DNA خارجی و بررسی مکان‌های مکمل ناحیه ۲۰ جفت پایه RNA راهنما انجام می‌دهد. اگر سوبسترای DNA مکمل RNA راهنما باشد، Cas9 DNA مهاجم را می‌شکافد. از این نظر، مکانیسم CRISPR-Cas9 دارای تعدادی مشابه با مکانیسم تداخل آران‌ای (RNAi) در یوکاریوت‌ها است.
آنزیم های Cas9 به همراه توالی CRISPR اساس فناوری CRISPR-Cas9 را تشکیل می دهند که می‌تواند برای ویرایش ژن ها در موجودات زنده باشد. این فرایند ویرایش دارای کاربرد های متنوعی از جمله تحقیقات بیولوژیکی، توسعه محصولات بیوتکنولوژی و درمان بیماری ها است.

## خواند بیشتر
- Kennedy EM, Cullen BR (May 2015). "Bacterial CRISPR/Cas DNA endonucleases: A revolutionary technology that could dramatically impact viral research and treatment". Virology. 479–480: 213–20. doi:10.1016/j.virol.2015.02.024. PMC 4424069. PMID 25759096.
- Abbott TR, Dhamdhere G, Liu Y, Lin X, Goudy L, Zeng L,  et al. (May 2020). "Development of CRISPR as an Antiviral Strategy to Combat SARS-CoV-2 and Influenza". Cell. 181 (4): 865–876.e12. doi:10.1016/j.cell.2020.04.020. PMC 7189862. PMID 32353252. Lay summary – WIRED. {{cite journal}}: Cite uses deprecated parameter |lay-url= (help)